# Anime News Network
Az Anime News Network (ANN) anime hírportál, amely animék, mangák, J-pop és egyéb otakuval kapcsolatos kultúrákról számol be Észak-Amerikából, Ausztráliából és Japánból. A weboldalon tesztek és egyéb szerkesztőségi cikkek, fórumok szerepelnek, ahol az olvasók megvitathatják az aktuális kérdéseket és eseményeket, ezenkívül egy enciklopédiát tartalmaz, amelyben nagyszámú anime és manga található a japán és angol szereplőgárdájával, a témadalaival, a cselekményével és a felhasználók értékeléseivel együtt.
1998 júliusában alapította Justin Sevakis, a weboldal azt állítja, hogy a vezető angol nyelvű forrása az interneten az animékkel és mangákkal kapcsolatos híreknek. Az oldal működteti a Protoculture Addicts magazint. A weboldalnak két külön verziója van az amerikaiak és az ausztrálok számára.

## Története
Az Anime News Network-öt Justin Sevakis alapította 1998 júliusában. 2000 májusában a jelenlegi főszerkesztő, Christopher Macdonald csatlakozott a weboldal szerkesztői közé, leváltva a korábbi főszerkesztőt, Isaac Alexander-t.
2002 júliusában az Anime News Network beindította az enciklopédiáját, az animék és mangák kollaboratív adatbázisát amiben az ezekben közreműködő személyek és vállalatok neve is fel van tüntetve.
2004 őszétől az ANN szerkesztői hivatalosan részt vesznek a Protoculture Addicts anime magazin szerkesztésében; a magazin az ANN szerkesztői ellenőrzése alatt kezdett megjelenni 2005 januárjától.
2004. szeptember 7-én a Sci Fi Channel online hírlevele, a Sci Fi Weekly a hét weboldalának nevezte az oldalt.
2007 januárjában az oldal elindított egy különálló verziót az ausztrálok számára.
2008 februárjában az Active Anime az Anime News Network-öt a második helyre sorolta a 2007 Top 25 anime weboldal listájában.
2008. július 4-én az ANN beindította a videó platformját amiben anime előzeteseket és a saját műsorukat, az ANNtv-t sugározzák.